# Hypnum fujiyamae
Hypnum fujiyamae är en bladmossart som beskrevs av Jean Édouard Gabriel Narcisse Paris 1900. Hypnum fujiyamae ingår i släktet flätmossor, och familjen Hypnaceae. Inga underarter finns listade i Catalogue of Life.